# Liga Espanhola de Basquetebol de 1960–61
A Temporada da Liga Espanhola de Basquetebol de 1960-61 foi a quarta edição da Liga Espanhola disputada entre 3 de dezembro de 1960 e 5 de março de 1961. O Real Madrid conquistou seu quarto título e o cestinha da competição foi Francisco Llobet do CB Orillo Verde com 450 pontos.

## Clubes e Sedes
| Clube           | Cidade    |
| --------------- | --------- |
| CF Barcelona    | Barcelona |
| Real Madrid CF  | Madrid    |
| Club Juventud   | Badalona  |
| CB Orillo Verde | Sabadell  |
| CB Aismalíbar   | Moncada   |
| CB Estudiantes  | Madrid    |
| RCD Español     | Barcelona |
| CD Iberia       | Saragoça  |
| UD Montgat      | Montgat   |
| Canoe NC        | Madrid    |
| Club Aguillas   | Bilbau    |
| Real Zaragoza   | Saragoça  |

## Classificação
| Pos | Equipe           | Pld | V  | E | D  | P+    | P-    | Pts | Classificação ou Rebaixamento |
| --- | ---------------- | --- | -- | - | -- | ----- | ----- | --- | ----------------------------- |
| 1   | Real Madrid CF   | 22  | 21 | 0 | 1  | 1.592 | 1.154 | 42  | Copa Europeia                 |
| 2   | CB Orillo Verde  | 22  | 15 | 0 | 7  | 1.412 | 1.244 | 30  | Desistentes                   |
| 3   | CF Barcelona     | 22  | 15 | 0 | 7  | 1.210 | 1.177 | 30  | Desistentes                   |
| 4   | Club Juventud    | 22  | 14 | 0 | 8  | 1.261 | 1.161 | 28  |                               |
| 5   | CB Aismalíbar    | 22  | 12 | 2 | 9  | 1.243 | 1.105 | 26  |                               |
| 6   | Club Águilas     | 22  | 13 | 0 | 9  | 1.195 | 1.179 | 26  |                               |
| 7   | CB Estudiantes   | 22  | 10 | 2 | 10 | 1.248 | 1.233 | 22  |                               |
| 8   | Canoe NC         | 22  | 10 | 0 | 12 | 1.327 | 1.359 | 20  |                               |
| 9   | CD Iberia        | 22  | 9  | 1 | 12 | 1.200 | 1.394 | 19  |                               |
| 10  | RCD Español      | 22  | 6  | 0 | 16 | 1.071 | 1.148 | 12  |                               |
| 11  | Real Zaragoza CF | 22  | 2  | 1 | 19 | 1.128 | 1.417 | 5   | Play-off de Rebaixamento      |
| 12  | UD Montgat       | 22  | 2  | 0 | 20 | 1.074 | 1.390 | 4   | Play-off de Rebaixamento      |

| Campeões 1960-61      |
| --------------------- |
| Real Madrid 4º Titulo |

## Playoffs de Rebaixamento
- Real Zaragoza - Club Agróman (60-65 / 45-50) [Desempate 52-58]
- UD Montgat - Picadero JC

## Estatísticas

### Pontos
| Rank | Nome             | Clube | Pts |
| ---- | ---------------- | ----- | --- |
| 1.   | Francisco Llobet | ORI   | 450 |
| 2.   | John Arrillaga   | AGU   | 439 |
| 3.   | Nino Buscató     | AIS   | 390 |
| 4.   | José María Soro  | ORI   | 379 |
| 5.   | Adolfo Beneyto   | CAN   | 369 |